# Evius lobata
Evius lobata là một loài bướm đêm thuộc phân họ Arctiinae, họ Erebidae.